# L'angelo bianco (film 1943)
L'angelo bianco è un film del 1943 diretto da Giulio Antamoro, Federico Sinibaldi ed Ettore Giannini.
Il soggetto è tratto dal dramma teatrale I figli di nessuno di Ruggero Rindi e Vittorio Salvoni.
Per Giulio Antamoro si è trattato dell'ultimo film.

## Produzione
Il film venne realizzato negli studi della Titanus alla Farnesina a Roma.

## Distribuzione
La pellicola fu distribuita nel circuito cinematografico italiano l'8 marzo del 1943.

## Opere correlate
Il film è un remake della pellicola muta I figli di nessuno, diretta ed interpretata da Ubaldo Maria Del Colle con Leda Gys nel 1921.
In seguito furono realizzati altri due rifacimenti del film, entrambi intitolati I figli di nessuno: il primo nel 1951, diretto da Raffaello Matarazzo, che ebbe grande successo commerciale, ed il secondo nel 1974 diretto da Bruno Gaburro, che invece ebbe scarsi riscontri di pubblico.
Questo film non deve essere confuso con l'omonima pellicola del 1955, diretta anch'essa da Raffaello Matarazzo, che rappresenta invece il sequel del rifacimento realizzato da quest'ultimo nel 1951.